# Three Rivers, Kalifornien
Three Rivers är en ort i Tulare County i delstaten Kalifornien, USA.